# 8865 Yakiimo
8865 Yakiimo este un asteroid din centura principală de asteroizi.

## Descriere
8865 Yakiimo este un asteroid din centura principală de asteroizi. A fost descoperit pe 1 ianuarie 1992 la Yakiimo de Akira Natori și Takeshi Urata. El prezintă o orbită caracterizată de o semiaxă mare de 3,02 ua, o excentricitate de 0,23 și o înclinație de 7,9° în raport cu ecliptica.